# レ・フリゴ

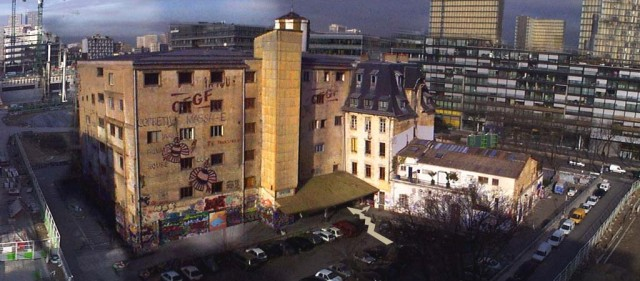
レ・フリゴの別の角度からの空撮

レ・フリゴ（フランス語: Les Frigos）は、フランスのパリ13区のフリゴ通り19番地にあるアートセンターである。この大きな建物は、1920年に建てられた元冷蔵倉庫である。 1985年に占拠され、後に合法化された。建物は、同じくフリゴ通にあるオステルリッツ駅からそう遠くないところにある。13区の中のドゥ・ラ・ガール地区は、1970年代に開発が進み、産業施設と卸売市場は、近代的なオフィスピルに建て替えられた。その代表的なものが、新しいフランス国立図書館とパリ第7大学である。レ・フリゴは、この地区でフランス最大手の製粉会社グラン・ムーラン・ド・パリの旧工場と並んで現存する数少ない工場施設の廃墟になっている。

## 歴史
レ・フリゴはパリ13区にある。もともとは1920年に建てられた冷凍倉庫だったが、1971年に主要食品市場がレ・アルからランジスの新しい国際市場に移転した後、廃墟となった。
1985年、アーティスト集団がこの廃墟となった建物に居を構えた。部屋の数と防音対策は、2013年時点で約250人の新入居者にとって魅力的だった。アーティストたちは財団を設立し、所有者であるフランス国鉄に家賃を支払い始めた。彼らはまた、「91 Quai de la Gare」という組織を設立し、他の地元住民やプロジェクトと協力して、パリ・リヴ・ゴーシュ開発による地域の高級化に反対している。
パリの他のアーティスト・スクワット(不法占拠、居座る、無断で居着くの意)としては、59 リヴォリがある。

## 占拠
この敷地には90の工房を含む100人以上の入居者が働いている。2010年、入居者が整備した建物の賃料はおよそ500ユーロから2,700ユーロの範囲であった。レ・フリゴでは、小規模な会社から出版社、美術工芸品など15の異なる職業が活動している。芸術家（著名な居住者には彫刻家のジャン＝ポール・レティがいる）や小規模企業、演劇関係者や音楽家のためのリハーサル施設を管理する協会もある。